# レザー・シャフルーディー
レザー・シャフルーディー（ペルシア語: رضا شاهرودی、1972年2月21日 - ）は、イランの元サッカー選手、サッカー指導者。元イラン代表。現役時代のポジションはLW。

## 来歴
テヘラン出身。ケシャーヴァルズFCで選手となったものの、選手としては主にペルセポリスFCに所属した。
イラン代表としては40試合に出場した事があり、1998 FIFAワールドカップにも出場した。
選手引退後はガハル・ザーグロスFCのアシスタントコーチを2006年7月から務めた。その後、スティール・アジンFCのアシスタントコーチも務めた。

## 代表歴

### 出場大会
- イラン代表
  - 1998 FIFAワールドカップ

### 試合数
- 国際Aマッチ 34試合 5得点（1994年-1998年）[3]

| イラン代表 | 国際Aマッチ | 国際Aマッチ |
| 年         | 出場        | 得点        |
| ---------- | ----------- | ----------- |
| 1994       | 3           | 0           |
| 1995       | 0           | 0           |
| 1996       | 11          | 1           |
| 1997       | 18          | 4           |
| 1998       | 2           | 0           |
| 通算       | 34          | 5           |